# 세마중학교
세마중학교(洗馬中學校)는 대한민국 경기도 오산시 세교동에 있는 공립 중학교이다.

## 학교 연혁
- 2010년 3월 1일 : 초대 김오제 교장 취임
- 2010년 3월 2일 : 5학급 편성 78명 입학
- 2011년 2월 9일 : 제1회 졸업식 (59명)
- 2023년 9월 1일 : 제5대 남경호 교장 취임
- 2024년 1월 5일 : 제14회 졸업식(282명)
- 2024년 3월 4일 : 321명 입학(1,2,3학년 전체 25학급)

## 참고 자료
- 세마중학교 - 한국교육학술정보원 학교알리미